# Élections législatives de 1981 dans le Calvados
Les élections législatives françaises de 1981 dans le Calvados se déroulent les 14 et 21 juin 1981.

## Élus
| Circonscription | Député sortant                                | Parti | Parti     | Député élu ou réélu | Parti | Parti     |
| --------------- | --------------------------------------------- | ----- | --------- | ------------------- | ----- | --------- |
| 1re             | Louis Mexandeau                               |       | PS        | Louis Mexandeau     |       | PS        |
| 2e              | Robert Bisson                                 |       | RPR       | Henry Delisle       |       | PS        |
| 3e              | Jacques Richomme suppléant de Michel d'Ornano |       | UDF (PR)  | Michel d'Ornano     |       | UDF (PR)  |
| 4e              | François d'Harcourt                           |       | CNIP      | François d'Harcourt |       | CNIP      |
| 5e              | Antoine Lepeltier suppléant d'Olivier Stirn   |       | UDF (Rad) | Olivier Stirn       |       | UDF (Rad) |

## Positionnement des partis
La majorité sortante UDF-RPR-CNIP se présente sous le sigle « Union pour la nouvelle majorité », le Parti socialiste unifié sous l'étiquette « Alternative 81 ». Quant aux écologistes proches de Brice Lalonde, ex-candidat à la présidentielle, ils se réunissent sous la bannière « Aujourd'hui l'écologie ».

## Résultats

### Résultats à l'échelle du département
| Parti          | Parti                                       | Premier tour | Premier tour | Second tour | Second tour | Sièges |
| Parti          | Parti                                       | Voix         | %            | Voix        | %           | Sièges |
| -------------- | ------------------------------------------- | ------------ | ------------ | ----------- | ----------- | ------ |
|                | Parti socialiste                            | 113 916      | 40,91        | 112 672     | 55,35       | 2      |
|                | Parti communiste français                   | 21 181       | 7,61         |             |             | 0      |
|                | Majorité présidentielle                     | 135 097      | 48,52        | 112 672     | 55,35       | 2      |
|                |                                             |              |              |             |             |        |
|                | Union pour la démocratie française          | 56 105       | 20,15        | 31 046      | 15,25       | 2      |
|                | Rassemblement pour la République            | 54 338       | 19,51        | 59 826      | 29,39       | 0      |
|                | Centre national des indépendants et paysans | 24 617       | 8,84         |             |             | 1      |
|                | Union pour la nouvelle majorité             | 135 060      | 48,50        | 90 872      | 44,64       | 3      |
|                |                                             |              |              |             |             |        |
|                | Divers écologiste (Aujourd'hui l'écologie)  | 6 600        | 2,37         |             |             | 0      |
|                | Parti socialiste unifié                     | 1 007        | 0,36         | 0           |             |        |
|                | Extrême gauche                              | 685          | 0,24         | 0           |             |        |
|                |                                             |              |              |             |             |        |
| Inscrits       | Inscrits                                    | 390 439      | 100,00       | 272 126     | 100,00      | 5      |
| Abstentions    | Abstentions                                 | 108 642      | 27,83        | 65 880      | 24,21       |        |
| Votants        | Votants                                     | 281 797      | 72,17        | 206 246     | 75,79       |        |
| Blancs et nuls | Blancs et nuls                              | 3 348        | 1,19         | 2 702       | 1,31        |        |
| Exprimés       | Exprimés                                    | 278 449      | 98,81        | 203 544     | 98,69       |        |

### Résultats par circonscription

#### Première circonscription (Caen)
| Candidat       | Candidat                      | Parti          | Premier tour | Premier tour | Second tour | Second tour |  |
| Candidat       | Candidat                      | Parti          | Voix         | %            | Voix        | %           |  |
| -------------- | ----------------------------- | -------------- | ------------ | ------------ | ----------- | ----------- |  |
|                | Louis Mexandeau sortant réélu | PS             | 43 802       | 49,08        | 55 983      | 59,59       |  |
|                | Lucien Nelle                  | RPR (UNM)      | 34 207       | 38,33        | 37 955      | 40,41       |  |
|                | Jacques Bayon                 | PCF            | 6 408        | 7,18         |             |             |  |
|                | Josette Bénard                | MÉP            | 3 136        | 3,51         |             |             |  |
|                | Guy Fortin                    | PSU            | 1 007        | 1,13         |             |             |  |
|                | Alain Canu                    | LCR            | 685          | 0,77         |             |             |  |
|                |                               |                |              |              |             |             |  |
| Inscrits       | Inscrits                      | Inscrits       | 132 412      | 100,00       | 132 388     | 100,00      |  |
| Abstentions    | Abstentions                   | Abstentions    | 42 283       | 31,93        | 37 205      | 28,1        |  |
| Votants        | Votants                       | Votants        | 90 129       | 68,07        | 95 183      | 71,9        |  |
| Blancs et nuls | Blancs et nuls                | Blancs et nuls | 884          | 0,98         | 1 245       | 1,31        |  |
| Exprimés       | Exprimés                      | Exprimés       | 89 245       | 99,02        | 93 938      | 98,69       |  |

#### Deuxième circonscription (Falaise - Lisieux)
| Candidat       | Candidat          | Parti          | Premier tour | Premier tour | Second tour | Second tour |  |
| Candidat       | Candidat          | Parti          | Voix         | %            | Voix        | %           |  |
| -------------- | ----------------- | -------------- | ------------ | ------------ | ----------- | ----------- |  |
|                | Henry Delisle élu | PS             | 21 531       | 46,79        | 27 482      | 55,68       |  |
|                | André Fanton      | RPR (UNM)      | 20 131       | 43,75        | 21 871      | 44,32       |  |
|                | Huguette Pouteau  | PCF            | 4 352        | 9,46         |             |             |  |
|                |                   |                |              |              |             |             |  |
| Inscrits       | Inscrits          | Inscrits       | 63 320       | 100,00       | 63 319      | 100,00      |  |
| Abstentions    | Abstentions       | Abstentions    | 16 469       | 26,01        | 13 259      | 20,94       |  |
| Votants        | Votants           | Votants        | 46 851       | 73,99        | 50 060      | 79,06       |  |
| Blancs et nuls | Blancs et nuls    | Blancs et nuls | 837          | 1,79         | 707         | 1,41        |  |
| Exprimés       | Exprimés          | Exprimés       | 46 014       | 98,21        | 49 353      | 98,59       |  |

#### Troisième circonscription (Pont-l'Évêque)
| Candidat       | Candidat                      | Parti          | Premier tour | Premier tour | Second tour | Second tour |  |
| Candidat       | Candidat                      | Parti          | Voix         | %            | Voix        | %           |  |
| -------------- | ----------------------------- | -------------- | ------------ | ------------ | ----------- | ----------- |  |
|                | Michel d'Ornano sortant réélu | UDF (PR)       | 27 705       | 49,71        | 31 046      | 51,53       |  |
|                | Jean Besse                    | PS             | 19 828       | 35,57        | 29 207      | 48,47       |  |
|                | Jean-Louis Fouque             | PCF            | 6 120        | 10,98        |             |             |  |
|                | Christian Hodiesne            | MÉP            | 2 084        | 3,74         |             |             |  |
|                |                               |                |              |              |             |             |  |
| Inscrits       | Inscrits                      | Inscrits       | 76 425       | 100,00       | 76 419      | 100,00      |  |
| Abstentions    | Abstentions                   | Abstentions    | 20 114       | 26,32        | 15 416      | 20,17       |  |
| Votants        | Votants                       | Votants        | 56 311       | 73,68        | 61 003      | 79,83       |  |
| Blancs et nuls | Blancs et nuls                | Blancs et nuls | 574          | 1,02         | 750         | 1,23        |  |
| Exprimés       | Exprimés                      | Exprimés       | 55 737       | 98,98        | 60 253      | 98,77       |  |

#### Quatrième circonscription (Bayeux)
|                | François d'Harcourt sortant réélu | CNIP (UNM)     | 24 617 | 58,7   |  |  |  |
|                | Charles Bail                      | PS             | 14 929 | 35,6   |  |  |  |
|                | Étienne Audineau                  | PCF            | 2 394  | 5,71   |  |  |  |
|                |                                   |                |        |        |  |  |  |
| Inscrits       | Inscrits                          | Inscrits       | 58 394 | 100,00 |  |  |  |
| Abstentions    | Abstentions                       | Abstentions    | 15 956 | 27,32  |  |  |  |
| Votants        | Votants                           | Votants        | 42 438 | 72,68  |  |  |  |
| Blancs et nuls | Blancs et nuls                    | Blancs et nuls | 498    | 1,17   |  |  |  |
| Exprimés       | Exprimés                          | Exprimés       | 41 940 | 98,83  |  |  |  |

#### Cinquième circonscription (Vire)
|                | Olivier Stirn sortant réélu | UDF (Rad)      | 28 400 | 62,4   |  |  |  |
|                | André Ledran                | PS             | 13 826 | 30,38  |  |  |  |
|                | Raymond Prosper-Paul        | PCF            | 1 907  | 4,19   |  |  |  |
|                | Marie-Paule Labey           | MÉP            | 1 380  | 3,03   |  |  |  |
|                |                             |                |        |        |  |  |  |
| Inscrits       | Inscrits                    | Inscrits       | 59 888 | 100,00 |  |  |  |
| Abstentions    | Abstentions                 | Abstentions    | 13 820 | 23,08  |  |  |  |
| Votants        | Votants                     | Votants        | 46 068 | 76,92  |  |  |  |
| Blancs et nuls | Blancs et nuls              | Blancs et nuls | 555    | 1,2    |  |  |  |
| Exprimés       | Exprimés                    | Exprimés       | 45 513 | 98,8   |  |  |  |